# Eric Whitacre
Eric Whitacre (Nevada, 2 januari 1970) is een Amerikaans hedendaags componist, muziekpedagoog en dirigent.

## Levensloop
Whitacre speelde in de marching band van zijn high school. Ook speelde hij synthesizer in een jeugdige techno-popband. In de marching band van de University of Nevada kon hij niet verder meespelen, maar al spoedig ontdekte hij de klassieke muziek als zanger in het koor van de Universiteit van Nevada in Las Vegas bij een uitvoering van het Requiem van Wolfgang Amadeus Mozart. Zijn studie muziek deed hij aan de Juilliard School of Music in New York, waar hij bij John Corigliano en David Diamond studeerde. Hij behaalde zijn Master of Music aldaar. 
Zijn eerste compositie is Go, lovely, rose, uit 1991. Sindsdien heeft hij zijn eigen stijl gecreëerd, die door vakmensen als een fusie van klassieke en moderne muziek getypeerd wordt. Zijn werken voor koor werden op internationale festivals uitgevoerd, zoals in juli 2005 op het eerste International Eric Whitacre Choral Festival in het Sydney Opera House, in juni 2006 in de Verboden Stad in Peking en in juni 2007 in Venetië en in Florence, het tweede respectievelijk het derde festival. Het Sydney Opera House was ook de plaats voor het eerste Eric Whitacre Wind Symphony Festival.
Ook als dirigent is hij intussen veel gevraagd. Naast zijn optredens in 2005 en 2006 in Australië was hij ook in Japan, China, Singapore en meerdere landen in Europa actief. In Japan werd hij benoemd tot dirigent van het Narashino Wind Consortium. Hij is ook docent op workshops aan vele Amerikaanse universiteiten en colleges en in verschillende landen.
Samen met drie andere jonge componisten (Steven Bryant, Jonathan Newman en James Bonney) heeft hij het consortium BCM International opgericht, die de uitgave van de werken van deze componisten promoot.
Whitacre kreeg talrijke prijzen en onderscheidingen, waaronder de ASCAP Harold Arlen award, de Richard Rodgers Award, de Barlow International Composition Competition Award. Hij woonde met zijn echtgenote, de sopraan Hila Plitmann, en hun zoon in Los Angeles, maar zij scheidden in 2017. In 2019 trouwde hij met klassiek sopraan Laurence Servaes.

## Composities

### Werken voor orkest
- Lux Aurumque, voor strijkers
- Water Night, voor strijkers

### Werken voor harmonieorkest
- 1993-1994 Ghost Train Tryptich
  1. Ghost Train
  2. At The Station
  3. The Motive Revolution
- 2000 Lux Aurumque (Choral Transcription)
- 2000 Sleep (Choral Transcription)
- At the Station
- Cloudburst
- Equus, voor drie solisten (SSA) en harmonieorkest
- Godzilla Eats Las Vegas![1]
- Motive Revolution
- Noisy Wheels of Joy
- October
- Rak HaHatchala
- The Ride
- Triptych

### Muziektheater
- 2003 Paradise Lost, opera / elektronica

### Werken voor koor
- 1991-1992 Three Flower Songs
  1. I Hide Myself - tekst: Emily Dickinson
  2. With a Lily in Your Hand - tekst: Federico García Lorca
  3. Go, Lovely Rose - tekst: Edmund Waller
- 1992 Cloudburst, voor gemengd koor (SATB), piano, hand bells en slagwerk
- 1995 Water Night, voor gemengd koor - tekst: Octavio Paz
- 1999 Three Songs of Faith - tekst: Edward Estlin Cummings
  1. I will wade out
  2. Hope, faith, life, love
  3. I thank You God for most this amazing day
- 1999 When David Heard, voor dubbelkoor (SSAATTBB)
- 2000, Sleep, voor dubbelkoor (SSAATTBB)
- 2001 Leonardo Dreams of His Flying Machine, voor gemengd koor - tekst: Charles Anthony Silvestri
- 2019 The Sacred Veil - tekst: Charles Anthony Silvestri
- A Boy and A Girl, voor gemengd koor - tekst: Octavio Paz
- Five Hebrew Love Songs, voor gemengd koor - tekst: Hila Plitmann
- Go lovely rose, voor gemengd koor
- Her Sacred Spirit Soars, voor gemengd koor - tekst: Charles Anthony Silvestri
- I thank You God for most this amazing day, voor gemengd koor - tekst: Edward Estlin Cummings
- Little Birds, voor gemengd koor - tekst: Octavio Paz
- Lux Aurumque, voor gemengd koor - tekst: Edward Esch
- She Weeps Over Rahoon, voor driestemmig vrouwenkoor (SSA), althobo en piano - tekst: James Joyce
- This Marriage, voor gemengd koor - tekst: Jalal al-Din Rumi